# Campo de San Pedro
Campo de San Pedro és un municipi de la província de Segòvia, a la comunitat autònoma de Castella i Lleó. Inclou les pedanies de Fuentemizarra i Valdevarnés.